# Logística autònoma
La logística autònoma descriu els sistemes que proporcionen una transferència no tripulada i autònoma dels equips, equipaments, persones, informació o recursos de punt a punt amb una intervenció mínima. La logística autònoma és una àrea nova en fase d'investigació i en l'actualitat hi ha pocs treballs sobre el tema, amb sistemes encara menys desenvolupats o desplegats.